# HK Vodnik

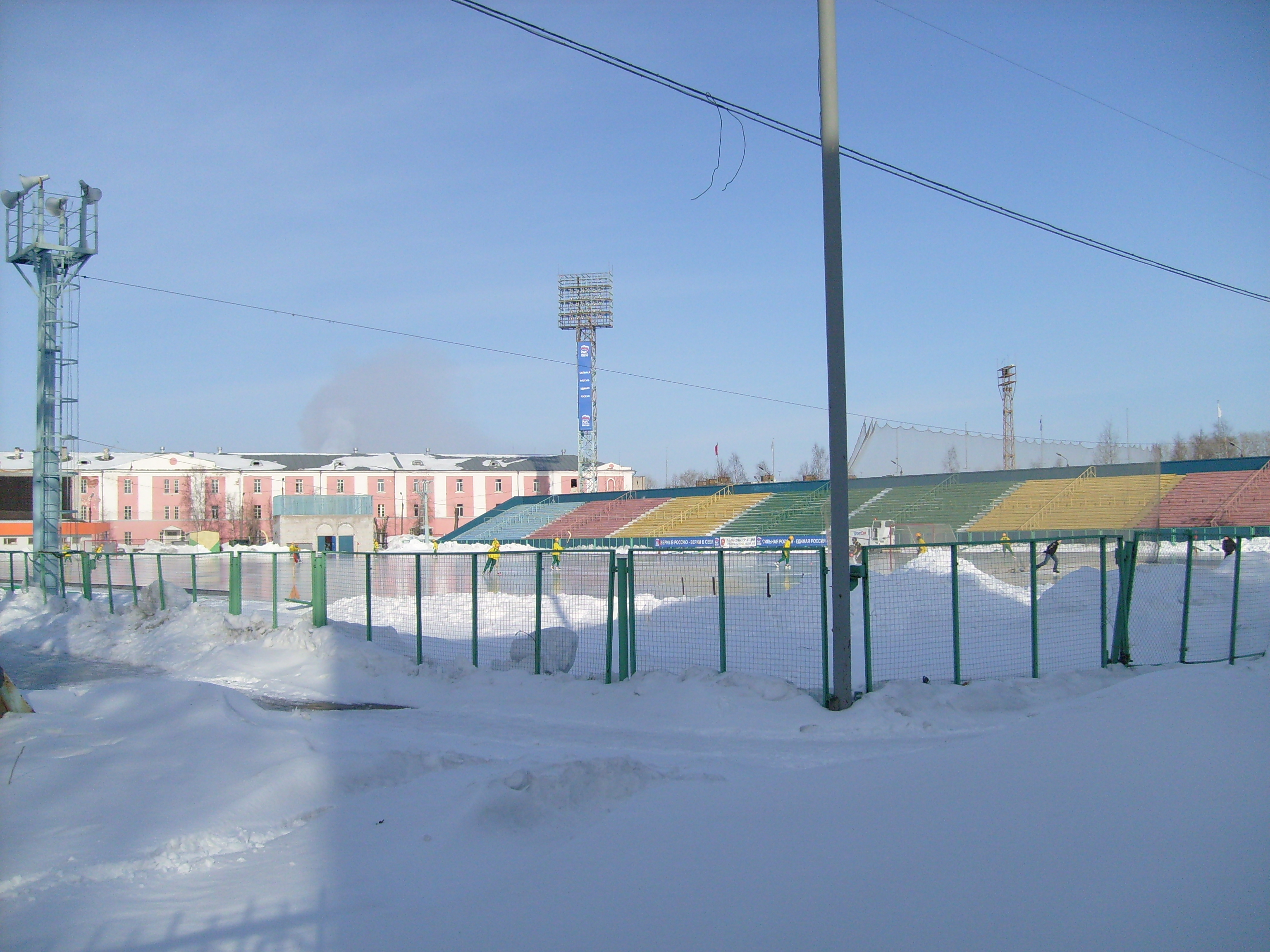
HK Vodnik spelar sina hemmamatcher på Trudstadion.

HK Vodnik är en bandyklubb i Archangelsk i Ryssland. Klubben bildades 1925 och herrarna blev från mitten av 1990-talet ett storlag i rysk bandy, och några år senare även i världsbandyn. HK Vodnik blev ryska mästare för första gången säsongen 1995/1996 och vann sedan tio mästerskap, bara HK Jenisej Krasnojarsk säsongen 2000/2001 lyckades stoppa HK Vodniks framfart i det ryska mästerskapet.
I början av 2000-talets första decennium var HK Vodnik ett världslag, med slutsegrar i Europacupen 2002, 2003 och 2004. I World Cup kom HK Vodnik på andra plats 2002 efter svenska Sandvikens AIK, men vann turneringen såväl 2003 som 2004. Man vann även FIB Champions Cup 2004.
Den 24 april 2005 meddelades att 14 av de bästa spelarna skulle säljas till en annan rysk klubb, Dynamo Moskva. Därefter har det gått sämre för HK Vodnik.